# L'Illustre Piégelé
L'Illustre Piégelé est un ensemble de pièces de théâtre comiques en un acte écrit en 1904 par Georges Courteline. On y voit par exemple (« Roland ») Piégelé, piètre acteur ne sachant pas son texte, se reposer entièrement sur le souffleur.
Claude Autant-Lara en adapte en 1932 la deuxième saynète pour le scénario de son court-métrage Monsieur le duc.